# Фендер, Лео
Ле́о Фе́ндер (англ. Leo Fender, полное имя Кларенс Леонидас Фендер) — американский изобретатель и основатель компании Fender Electric Instrument Manufacturing Company, ныне известной как Fender Musical Instruments Corporation, позже основавший MusicMan и G&L Musical Products. Гитары, бас-гитары и усилители его конструкции с 1950-х годов широко применяются в популярной музыке.

## Биография

### Ранние годы
Кларенс Леонидас Фендер («Лео») родился 10 августа 1909, от Кларенса Монте Фендера и Харриеты Эльвиры Вуд, владельцев апельсиновых рощ, расположенных между Анахаймом и Фуллертоном, штат Калифорния.
С самого детства Фендер не скрывал своей тяги к электронике. Когда ему было 13, его дядя, владелец магазина электроники, подарил ему коробку ненужных автомобильных запчастей и батарей. В этом же году Лео отправляется в магазин к дяде, где его восхищает радио, собранное из запасных частей, которое его дядюшка сделал самостоятельно и выставил в витрину магазина. Позже Лео признается, что громкая музыка из колонок радиоприемника оказала на него немалое влияние. Сразу после этого Лео начинает ремонтировать старые радиоприемники в маленьком магазине, который открыл дома у родителей.
Весной 1928 года Фендер заканчивает Фуллертонскую Старшую Школу и поступает в Фуллертонский Молодёжный Колледж. Все время обучения он продолжал увлекаться всем, что связано с электроникой, но на курсы подобного типа ходить не захотел.
После колледжа Фендер нашёл работу разносчиком льда для фирмы Consolidated Ice and Cold Storage Company в Анахайме, где вскоре стал бухгалтером. Примерно в это время лидер одной из местных групп попросил Лео сделать громкоговорители для выступления в Голливуде. Лео подписал с ним контракт на создание шести штук.
В 1933 году Фендер встречает Эстер Клоски, и они женятся в 1934. В это время он работал бухгалтером в Дорожном Департаменте Калифорнии в городе Сан Луис Обиспо. Во время Великой Депрессии сменилось правительство, и работа была устранена, вследствие чего Лео стал работать бухгалтером в компании по производству шин. После трех месяцев работы, как и все остальные бухгалтеры, Лео был уволен.

## Fender Radio Service
В 1938 Лео и Эстер возвращаются с 600$ в Фуллертон, где Лео открывает свой магазин обслуживания радио «Fender Radio Service». Вскоре лидеры местных групп начинают приходить к нему за громкоговорителями, которые он сам собирал и продавал. Также они заходили и за усилителями для акустических гитар, которые стали появляться на музыкальной сцене Южной Калифорнии — электрические «Haiwaiia» и «гавайские» гитары стали популярны в музыке кантри.

## Fender
В 1965 году Лео Фендер продал свою фирму и имя компании CBS Musical Instruments Division, так как его здоровье пошатнулось, и доктор посоветовал ему уделять больше времени для отдыха. В конце концов, Лео согласился и осуществил продажу. По условиям контракта, Лео оставался консультантом в компании на протяжении 5 лет, и ещё последующие 5 лет он не имел права производить гитары. Также навсегда он лишился права использовать свою фамилию в качестве бренда. По истечении этого срока в 1976 году Лео Фендер становится партнером и совладельцем компании Music Man, основанной бывшими соратниками Лео Форрестом Уайтом и Томом Уолкером, и начинает выпуск новой линейки инструментов. Позже Лео покинул компанию.
В начале 80-х Лео, со своим близким другом Джорджем Фуллертоном (соавтор Лео при создании Telecaster’а в 1949 году) решили основать свой собственный бренд по производству гитар и бас-гитар — G&L, то есть просто «Джордж и Лео». К тому времени Лео и Джордж уже запатентовали несколько новых идей и разработали несколько новых инструментов с революционными особенностями, которые вскоре должны были оценить музыканты всего мира. Среди самых широко известных — Dual Fulcrum Tremolo, Saddle Lock fixed bridge, Bi-Cut neck design и Magnetic Field Pickup. Все эти запатентованные технологические усовершенствования делают инструменты G&L более совершенными по звучанию и удобству в игре. Однако единственной и самой важной составной частью в инструментах G&L является дерево высокого качества и ручная сборка инструментов.
G&L использует лучшие традиционные сорта дерева. Некоторые из них всё ещё получают от поставщиков, от которых получал сам Лео на протяжении десятилетий. G&L использует не просто ясень, а исключительно луизианский болотный ясень, северную ольху, канадский северный клён, индийский палисандр, чёрное африканское дерево. Хранение древесины осуществляется в специальных помещениях и в особых условиях в течение многих месяцев до того как она пойдет в производство.
Использование лучших из всех доступных видов древесины — это только начало создания инструментов G&L. Большинство технологических приемов G&L берут своё начало 35-50 лет назад, где зарождался опыт и технологии придуманные Лео. Большинство приспособлений, которые использовал Лео, в 50-х начале 60-х годов были тщательно воссозданы, чтобы позволить мастерам G&L достичь такого качества, которое требовал Лео, и что в конце концов является основной причиной высокой ценности ранних инструментов Fender на коллекционном рынке. Однако, несмотря на всё это, инструменты фирмы G&L так и не смогли повторить звучание ранних инструментов Fender, сделанных из обычных пород дерева и собранных неквалифицированными рабочими. Великолепное звучание некоторых(не всех), ранних гитар Fender до сих пор остаётся загадкой. Существует легенда про пожар на фирме Fender, в результате которого сгорели старые запасы дерева и современные гитары теперь изготавливаются из «свежего» дерева и поэтому звучат не достаточно хорошо. На самом деле никакого пожара не было и фирма получает дерево от тех же поставщиков. Просто фирма CBS, купившая фирму Fender, решила экономить на всём, вплоть до изменения крепления грифа (стали использовать, в целях экономии, три болта вместо четырёх).